# Eredivisie (mannenhandbal) 1992/93
De Eredivisie is de hoogste afdeling van het Nederlandse handbal bij de heren op landelijk niveau. In het seizoen 1992/1993 werd VGZ/Sittardia voor de vijftiende keer landskampioen. Rockport/Hellas en ZHV/Delta Sport degradeerden naar de Eerste divisie.

## Opzet
Eerst speelden de 12 ploegen in competitieverband. De klassering in de reguliere competitie bepaalde in welke nacompetitie de ploeg belandde. 
- De kampioenspoule was voor de ploegen die respectievelijk op plek één tot en met vier belandde. In de kampioenspoule speelden de ploegen één wedstrijd tegen elke partij. De beste twee teams uit de kampioenspoule plaatsten zich voor de Best of Three-serie. Aan de hand van de Best of Three-serie werd bepaald die landskampioen van Nederland werd.
- De vier laagst geklasseerde ploegen streden samen met de winnaars van de eerste divisies in de degradatiepoule voor handhaving in de eredivisie. In de degradatiepoule speelden de ploegen twee wedstrijden tegen elke partij. De twee hoogst geklasseerde ploegen in de degradatiepoule speelden het volgende jaar in de eredivisie.

## Teams
| · Aalsmeer Blauw-Wit Delta Sport E&O Den Haag Olympia Sittardia Tachos V&L Arnhem Teams die uitkomen in de eredivisie. | 00000000 | · Swift ESCA Teams in de uit de gemeente Arnhem. | 00000000 | · Hellas Hermes Teams in de Gemeente Den Haag. |

| Club               | Plaats        | Provincie     | Trainers        |
| ------------------ | ------------- | ------------- | --------------- |
| Aalsmeer           | Aalsmeer      | Noord-Holland | Jan Alma        |
| Blauw-Wit          | Neerbeek      | Limburg       | Peter Verjans   |
| ZHV/Delta Sport    | Zierikzee     | Zeeland       |                 |
| HAKA/E&O           | Emmen         | Drenthe       | Ján Kecskeméthy |
| Schoonderbeek/ESCA | Arnhem        | Gelderland    |                 |
| Rockport/Hellas    | s' Gavenhagen | Zuid-Holland  |                 |
| Eagle/Hermes       | s' Gavenhagen | Zuid-Holland  |                 |
| Olympia HGL        | Hengelo       | Overijssel    |                 |
| VGZ/Sittardia      | Sittard       | Limburg       | Ton Velraeds    |
| AHV Swift          | Arnhem        | Gelderland    |                 |
| Helioform/Tachos   | Waalwijk      | Noord-Brabant | Wil Bakker      |
| Hirschmann/V&L     | Geleen        | Limburg       | Pim Rietbroek   |

## Reguliere competitie
| Pos | Club               | Wed | W  | G | V  | Ptn | DV  | DT  | +/−  | Opmerking                           |
| --- | ------------------ | --- | -- | - | -- | --- | --- | --- | ---- | ----------------------------------- |
| 1   | VGZ/Sittardia      | 22  | 16 | 1 | 5  | 33  | 491 | 403 | +88  | Gekwalificeerd voor kampioenspoule  |
| 2   | HAKA/E&O           | 22  | 13 | 3 | 6  | 29  | 538 | 478 | +60  | Gekwalificeerd voor kampioenspoule  |
| 3   | Aalsmeer           | 22  | 13 | 3 | 6  | 29  | 490 | 433 | +57  | Gekwalificeerd voor kampioenspoule  |
| 4   | Hirschmann/V&L     | 22  | 14 | 0 | 8  | 28  | 453 | 402 | +51  | Gekwalificeerd voor kampioenspoule  |
| 5   | Blauw-Wit          | 22  | 12 | 3 | 7  | 27  | 475 | 431 | +44  |                                     |
| 6   | Schoonderbeek/ESCA | 22  | 11 | 3 | 8  | 26  | 485 | 462 | +23  |                                     |
| 7   | Helioform/Tachos   | 22  | 11 | 3 | 8  | 25  | 445 | 462 | –17  |                                     |
| 8   | Eagle/Hermes       | 22  | 10 | 4 | 8  | 24  | 429 | 437 | –8   |                                     |
| 9   | AHV Swift          | 22  | 9  | 3 | 10 | 21  | 528 | 525 | +3   | Gekwalificeerd voor degradatiepoule |
| 10  | Olympia HGL        | 22  | 4  | 3 | 15 | 11  | 447 | 523 | –76  | Gekwalificeerd voor degradatiepoule |
| 11  | Rockport/Hellas    | 22  | 4  | 1 | 17 | 9   | 448 | 505 | –57  | Gekwalificeerd voor degradatiepoule |
| 12  | ZHV/Delta Sport    | 22  | 1  | 0 | 21 | 2   | 413 | 581 | –168 | Gekwalificeerd voor degradatiepoule |

## Degradatiepoule

### Stand
| Pos | Club            | Wed | Ptn | Opmerking                        |
| --- | --------------- | --- | --- | -------------------------------- |
| 1   | AHV Swift       | 10  | 17  | Speelt volgend jaar eredivisie   |
| 2   | Rockport/Hellas | 10  | 14  | Beslissingsduel voor eredivisie  |
| 3   | Olympia HGL     | 10  | 14  | Beslissingsduel voor eredivisie  |
| 4   | UDSV            | 10  | 8   | Gedegradeerd naar eerste divisie |
| 5   | De Gazellen     | 10  | 6   | Gedegradeerd naar eerste divisie |
| 6   | ZHV/Delta Sport | 10  | 1   | Gedegradeerd naar eerste divisie |

### Beslissingsduel
| 20 mei 1993 | Olympia HGL | 18 - 17 | Rockport/Hellas |  |
| 20 mei 1993 |             |         |                 |  |
| 20 mei 1993 |             |         |                 |  |

Olympia HGL speelt volgend jaar eredivisie, Rockport/Hellas speelt in de eerste divisie.

## Kampioenspoule

### Stand
| Pos | Club           | Wed | W | G | V | Ptn | DV | DT | +/− | Opmerking                         |
| --- | -------------- | --- | - | - | - | --- | -- | -- | --- | --------------------------------- |
| 1   | VGZ/Sittardia  | 3   | 2 | 0 | 1 | 4   | 58 | 53 | +5  | Gekwalificeerd voor Best of Three |
| 2   | HAKA/E&O       | 3   | 2 | 0 | 1 | 4   | 65 | 69 | -4  | Gekwalificeerd voor Best of Three |
| 3   | Aalsmeer       | 3   | 1 | 0 | 2 | 2   | 67 | 66 | +1  |                                   |
| 4   | Hirschmann/V&L | 3   | 1 | 0 | 2 | 2   | 57 | 59 | -2  |                                   |

### Uitslagen
| Thuis \ Uit    | SIT   | E&O   | AAL   | V&L   |
| -------------- | ----- | ----- | ----- | ----- |
| VGZ/Sittardia  | 00–00 | 18–19 | 19–17 | 21–17 |
| HAKA/E&O       | 00–00 | 00–00 | 26–32 | 20–19 |
| Aalsmeer       | 00–00 | 00–00 | 00–00 | 18–21 |
| Hirschmann/V&L | 00–00 | 00–00 | 00–00 | 00–00 |

## Best of Three
| 24 april 1993 | VGZ/Sittardia | 19 - 17 | HAKA/E&O | Stadssporthal, Sittard |
| 24 april 1993 |               |         |          | Stadssporthal, Sittard |
| 24 april 1993 |               |         |          | Stadssporthal, Sittard |

| 1 mei 1993 | HAKA/E&O | 21 - 22 | VGZ/Sittardia | Angelslo, Emmen |
| 1 mei 1993 |          |         |               | Angelslo, Emmen |
| 1 mei 1993 |          |         |               | Angelslo, Emmen |

| 8 mei 1993 | VGZ/Sittardia | v | HAKA/E&O | Stadssporthal, Sittard |
| 8 mei 1993 |               |   |          | Stadssporthal, Sittard |
| 8 mei 1993 |               |   |          | Stadssporthal, Sittard |

## Handballer van het jaar
In september 1993 werd Dick Mastenbroek van VGZ/Sittardia tot handballer van het jaar uitgeroepen door journalisten en trainers.
| Pos | Naam             | Club           |
| --- | ---------------- | -------------- |
| 1   | Dick Mastenbroek | VGZ/Sittardia  |
| 2   | Wil Jacobs       | Hirschmann/V&L |
| 3   | Jop Hagreize     | HAKA/E&O       |